# Гривда
Гривда (блр. Грыўда; рус. Гривда) белоруска је река која протиче преко територије Ивацевичког рејона Брестске и Слонимског рејона Гродњенске области. Десна је притока реке Шчаре (део басена реке Њемен).
Извире у близини села Вороничи у Слонимском рејону. Укупна дужина тока је 85 km, а површина сливног подручја 1.330 km². Просечан проток у зони ушћа је око 5,8 m³/s.
Речна долина је доста изражена у доњим деловима тока и ширине је између 1 и 1,5 km. Плавно подручје је уз обе обале и ширине је до 800 метара у горњем и средњем, до 1,5 km у доњем делу тока. Обале уз средњи део тока су доста мочварне.
Један део корита је канализован. На њеним обалама леже градови Ивацевичи и Слоним.